# Réseau express régional d'Île-de-France
Il Réseau express régional d'Île-de-France (spesso abbreviato in RER, in italiano Rete espressa regionale) è il nome, introdotto nel 1969, del servizio ferroviario urbano e suburbano dell'area metropolitana di Parigi, sviluppato sul collegamento di linee ferroviarie passanti attraverso gallerie nel sottosuolo del centro parigino.
La rete RER è composta da diverse linee ferroviarie costruite nell'Ottocento, tra cui la linea di Sceaux, la linea Parigi-Saint-Germain-en-Laye (prima linea ferroviaria costruita in Francia) o la ferrovia della Bastiglia. Le linee A e B sono gestite congiuntamente dalla RATP e dalla SNCF. Le altre sono gestite esclusivamente da SNCF.
Nel 2007, la rete RER conta 5 linee riconoscibili dalla prime 5 lettere dell'alfabeto (A, B, C, D, E; inoltre, sono caratterizzate da colori diversi). La rete del RER comprende 257 fermate lungo i 602 km di estensione. Circa 76,5 km di percorso sono a sviluppo sotterraneo, principalmente nei percorsi centrali delle varie linee, sotto il centro di Parigi. 33 sono le fermate all'interno della petite couronne della capitale. Sono in corso progetti di ulteriori espansioni della rete, in particolare per quanto concerne la possibile espansione della linea E (che è anche la più recente, 1999).
La rete RER si differenzia dalla rete Transilien per il fatto che la prima attraversa Parigi mentre la seconda ha linee radiali da Parigi.

## La rete
Al 2015, la rete è composta da cinque linee, che collegano in totale 257 stazioni ferroviarie, di cui 33 a Parigi, ripartite su 587 chilometri di ferrovie, di cui 76,5 chilometri, principalmente nella parte centrale, situati sotto terra.
La rete presenta la particolarità di essere gestita in alcune tratte dalla RATP e in altre dalla SNCF. Simili reti ferroviarie esistono o sono in progetto in varie città, come, le linee S di Milano, il servizio ferroviario metropolitano di Torino, i servizi ferroviari suburbani di Roma e di altre città italiane, la S-Bahn di Vienna, di Berlino e di altre città tedesche, austriache o svizzere o le Cercanías di Madrid e di Barcellona in Spagna.
| Linea | Colore | Inaugurazione | Stazioni                     | Lunghezza |
| ----- | ------ | ------------- | ---------------------------- | --------- |
| A     | rosso  | 1969          | 46                           | 76 km     |
| B     | blu    | 1977          | 47                           | 80 km     |
| C     | giallo | 1979          | 86                           | 187 km    |
| D     | verde  | 1987          | 58 (4 fuori l'Île-de-France) | 160 km    |
| E     | rosa   | 1999          | 21                           | 56 km     |

### Linea A
La RER A attraversa da est a ovest l'area metropolitana parigina, con numerose diramazioni alle estremità che confluiscono tutte in un troncone centrale. La linea collega Saint-Germain-en-Laye, Cergy e Poissy a ovest con Boissy-Saint-Léger e Marne-la-Vallée a est, passando attraverso il centro di Parigi.
Essendo questa linea di gran lunga la più utilizzata della rete, con 309,36 milioni di viaggiatori nel 2011, ovvero 1,14 milioni di utenti per giorno lavorativo, la RER A raggiunge regolarmente il limite della saturazione. Con tale numero di utenti, questa linea è considerata una delle linee ferroviarie a più elevata densità a livello europeo e mondiale.
Nel 2012, la linea era servita da convogli monocorrente del tipo MS 61 così come da convogli bicorrente a un piano, del tipo MS 84 (in via di sostituzione), e a due piani del tipo MI 2N e MI 09 (in via di consegna). La linea A è dotata di tre depositi a Sucy-en-Brie, Rueil-Malmaison e a Torcy.

### Linea B
La RER B attraversa l'area metropolitana parigina lungo un asse nordest-sudovest, con numerose diramazioni. Questa linea corre l'aeroporto Charles-de-Gaulle e Mitry-Claye a nordest, fino a Robinson e Saint-Rémy-lès-Chevreuse a sud, passando attraverso il centro della capitale francese.
Al 2009, il numero dei viaggiatori nei giorni feriali lungo questa linea ha raggiunto quota 900.000, cifra cresciuta del 35% in dieci anni, e che fa della linea B la seconda linea più utilizzata dopo la linea A. La linea assicura un traffico equivalente a quello delle linee della metropolitana più cariche.
La linea è servita da 119 convogli MI 79 in corso di ammodernamento così come anche i convogli MI 84, ammodernamento dell'automotrice MI 79, in provenienza dalla linea A. Tutti i convogli sono mantenuti presso il deposito di Massy-Palaiseau e di Sucy-Bonneuil (che serve anche per la RER A).

### Linea E
La RER E, chiamata ugualmente Eole, serve l'area orientale dell'agglomerazione urbana parigina, lungo un asse est-ovest. La linea collega la stazione di Parigi Haussmann-Saint-Lazare, capolinea occidentale, che si trova nel cuore della capitale, a Chelles-Gournay e Tournan, a est. La linea è, tra quelle della rete espressa regionale, quella di più recente istituzione, quella con l'estensione minore ed è la sola che non attraversa Parigi da parte a parte.
La linea trasporta quasi 312.000 viaggiatori ogni giorno della settimana. È in progetto la realizzazione di un prolungamento verso est fino a Mantes-la-Jolie.
La linea è servita da cinquanta tre convogli del tipo Z 22500, mantenuti presso le officine del Technicentre di Parigi est, situato a Noisy-le-Sec, nel dipartimento di Senna-Saint-Denis.

## Missioni

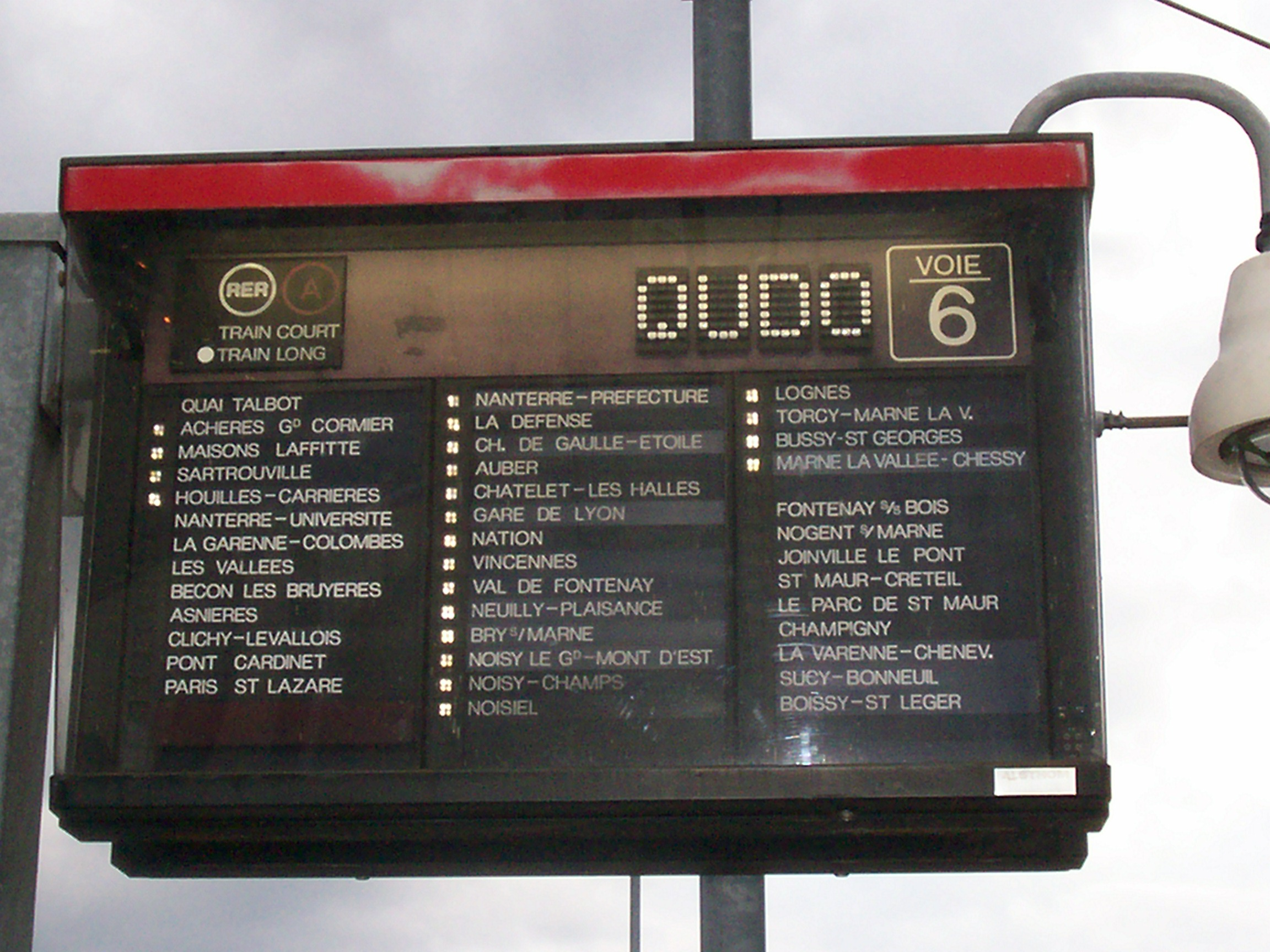
La missione QUDO utilizzata nella linea RER A

Ogni corsa è contraddistinta da una missione, un codice composto da quattro lettere visibile nei tabelloni. Indica la destinazione del treno, le stazioni servite in una determinata tratta, la tratta percorsa e il senso di marcia.

## Materiale rotabile
Il materiale rotabile circolante lungo la rete RER è composto da treni a uno o a due piani, con i più vecchi del 1967. Si dividono in tre categorie: treni RATP monocorrente (solo per la linea A), treni d'interconnessione (linee A e B), treni SNCF (linee C, D e E)
I treni monocorrente non possono circolare sulla rete Réseau ferré de France in quanto quest'ultima è elettrificata a 25.000 volt.
I treni RER gestiti da due diversi operatori condividono la stessa infrastruttura ferroviaria, con una pratica chiamata di interconnessione. Nella RER, l'interconnessione ha richiesto lo sviluppo di treni specifici MI 79 (Matériel d'Interconnexion 1979) e MI 2N (Matériel d'Interconnexion à 2 niveaux) in grado di funzionare entrambi in 1,5 kV a corrente continua sulla rete RATP e 25 kV / 50 Hz a corrente alternata nella rete RFF.
La maggior parte dei treni più recenti sono stati realizzati da Alstom ed appartengono alla gamma X'Trapolis.
| Linea   | Attuale (2019)                      | In futuro | In passato           |
| ------- | ----------------------------------- | --------- | -------------------- |
| Linea A | MI 2N Altéo/Z 1500 · MI 09/Z 1600   |           | MS 61 · MI 79/Z 8100 |
| Linea B | MI 79/Z 8100 · MI 84/Z 8400         | MI NG     | Z 23000              |
| Linea C | Z 5600 · Z 8800 · Z 20500 · Z 20900 |           | Z 5300               |
| Linea D | Z 5600 · Z 20500                    | RER NG    | Z 5300               |
| Linea E | MI 2N Eole/Z 22500 · Z 50000        | RER NG    | Z 5300               |

## Mappe

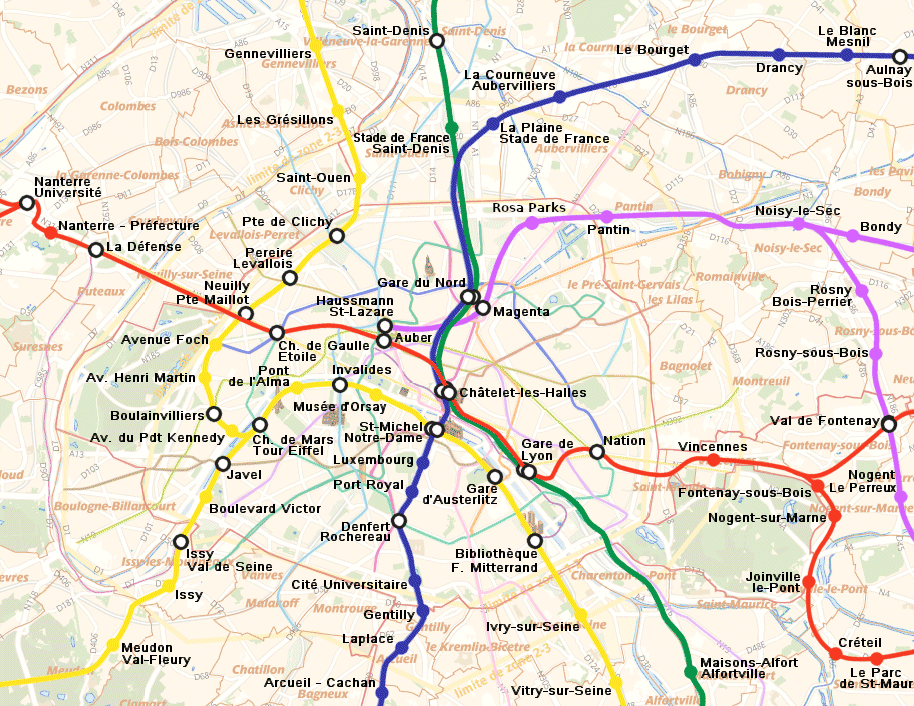
Mappa del RER centrale

Mappa del RER completa (in SVG)